# James Longstreet
James Longstreet (8 tháng 1 năm 1821 – 2 tháng 1 năm 1904) là một tướng xuất sắc của quân đội Liên minh miền Nam, dưới chỉ huy của tướng Robert E. Lee (tướng Lee thường gọi ông với biệt hiệu "Ngựa chiến Già"). Longstreet chỉ huy các đơn vị lữ đoàn thuộc Binh đoàn Bắc Virginia trên Mặt trận miền Đông. Ông cũng tham gia Mặt trận miền Tây dưới chỉ huy của tướng Braxton Bragg (Binh đoàn Tennessee). Sử gia Jeffry D. Wert cho rằng Longstreet là tướng chỉ huy cấp lữ đoàn tài giỏi nhất trong tất cả các tướng lãnh hai bên Nội chiến Hoa Kỳ.
Longstreet lập chiến công trong nhiều trận chiến, trận Bull Run thứ nhì, trận Fredericksburg, trận Chickamauga. Ông cũng chứng tỏ khả năng quân sự của mình trong Chuỗi trận Bảy ngày, trận Antietam. Ông bị thương nặng trong trận Wilderness. Khi quân miền Nam lâm vào thế thua, Longstreet tự chỉ huy quân của mình tại Knoxville, Tennessee nhưng bị thua thê thảm.
Trong trận Gettysburg Longstreet không tán thành chiến thuật của trướng Lee và miễn cưỡng chỉ huy quân bộ miền Nam trong cuộc tập kích quân miền Bắc và bị thua nặng nề.
Sau cuộc nội chiến Longstreet làm ngoại giao và hành chính cho chính phủ Hoa Kỳ.
Nhiều người thuộc miền Nam Hoa Kỳ căm ghét ông vì thấy ông là tướng miền nam duy nhất trở thành scalawag : ông đổi lập trường chính trị, theo Đảng Cộng hòa, đi lại mật thiết với đối phương thời chiến là tổng thống Ulysses S. Grant; và những lời ông chỉ trích tướng Robert E. Lee trong sách hồi ký của mình. Nhiều học giả còn đổ tội cho ông là nguyên nhân chính làm Liên minh miền Nam bị thua trận Gettysburg và do đó thua cả cuộc chiến.